# Квазулу (бантустан)
Квазулу (африк. KwaZulu) — бантустан в Южно-Африканской Республике времен апартеида. Столица первоначально находилась в Нонгоме, в 1980 году перенесена в Улунди. Правительство бантустана неизменно возглавлял принц Мангосуту Бутелези, лидер партии Инката. В обмен на поддержку со стороны властей ЮАР активно сотрудничал с ними против АНК.
Образован на землях, выделенных из провинции Наталь. После падения режима апартеида в 1994 году вошла в состав провинции Квазулу-Натал. Население в 1991 — 5 миллионов человек.